# Eurimbula National Park
Eurimbula National Park är en park i Australien. Den ligger i delstaten Queensland, omkring 390 kilometer norr om delstatshuvudstaden Brisbane.
Trakten runt Eurimbula National Park är nära nog obefolkad, med mindre än två invånare per kvadratkilometer.. Närmaste större samhälle är Agnes Water, omkring 12 kilometer öster om Eurimbula National Park.
I omgivningarna runt Eurimbula National Park växer huvudsakligen savannskog. Genomsnittlig årsnederbörd är 1 253 millimeter. Den regnigaste månaden är januari, med i genomsnitt 276 mm nederbörd, och den torraste är september, med 29 mm nederbörd.